# Santiago Ramos (pilote automobile)
Pour les articles homonymes, voir Santiago Ramos et Ramos.
Santiago Ramos, né le 26 janvier 2004, à Guadalajara au Mexique, est un pilote automobile mexicain. Il participe en 2024 au championnat de Formule 3 FIA. Il a également participé au Championnat d'Europe de Formule Régionale de 2022 à 2023.

## Biographie

### Karting
Afin de participer aux compétitions les plus relevées, il participe à de nombreux championnats européens à partir de 2017, tels que le championnat allemand de Karting ou encore les WSK Euro Series en 2019, au sein de l'écurie DR SRL.

### Débuts en Formule 4

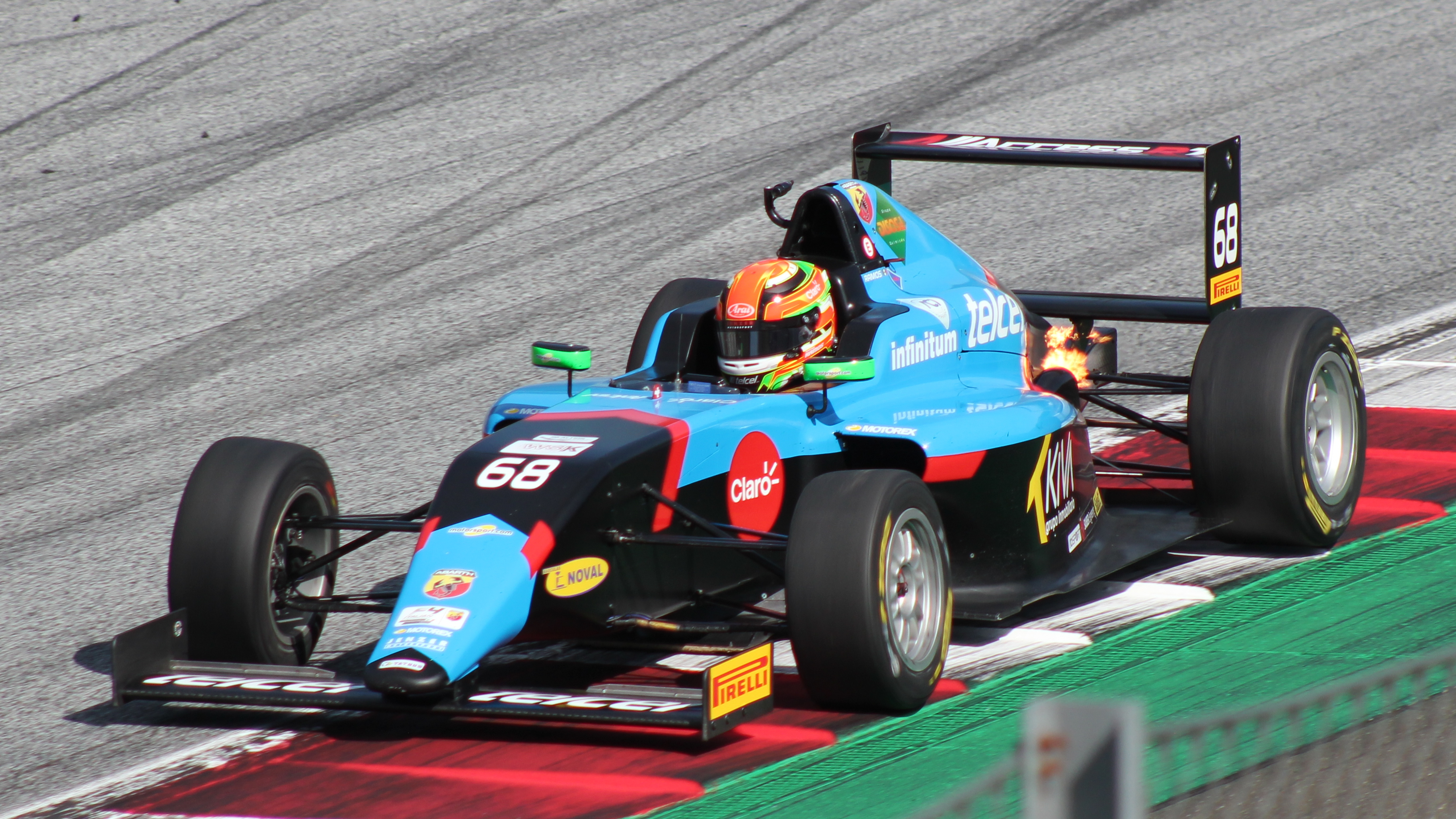
Santiago Ramos en Formule 4 italienne en 2021 à Spielberg.

Après avoir disputé divers championnats de karting dont le championnat d'Allemagne et le WSK Europe Series, Ramos débute la monoplace en 2019 en disputant quelques courses du championnat d'Italie de Formule 4 avec DR Formula by RP Motorsport. Il n'inscrit aucun point et réalise pour meilleur résultat une vingtième place au Mugello. L'année suivante, pour sa première saison complète, il s'engage dans le championnat italien et signe avec Jenzer Motorsport. Cependant il ne débute qu'à partir de la quatrième manche. À partir de là, il inscrit régulièrement des points et se classe seizième du championnat avec 26 points. Ses deux meilleurs résultats sont deux cinquièmes places à Monza.
Pour la saison 2021, Ramos s'engage de nouveau avec Jenzer Motorsport dans le championnat italien pour disputer l'entièreté de la saison. Cette fois, il déclare forfait pour la manche de Misano et n'apparait pas sur la manche de Vallelunga. Il se classe vingt-deuxième du championnat avec 15 points et une cinquième place au Mugello pour meilleur résultat. Il dispute également la manche de Spa-Francorchamps dans le championnat espagnol toujours avec Jenzer Motorsport, où il décroche son premier podium et se classe quinzième avec 31 points.

### Formule Régionale

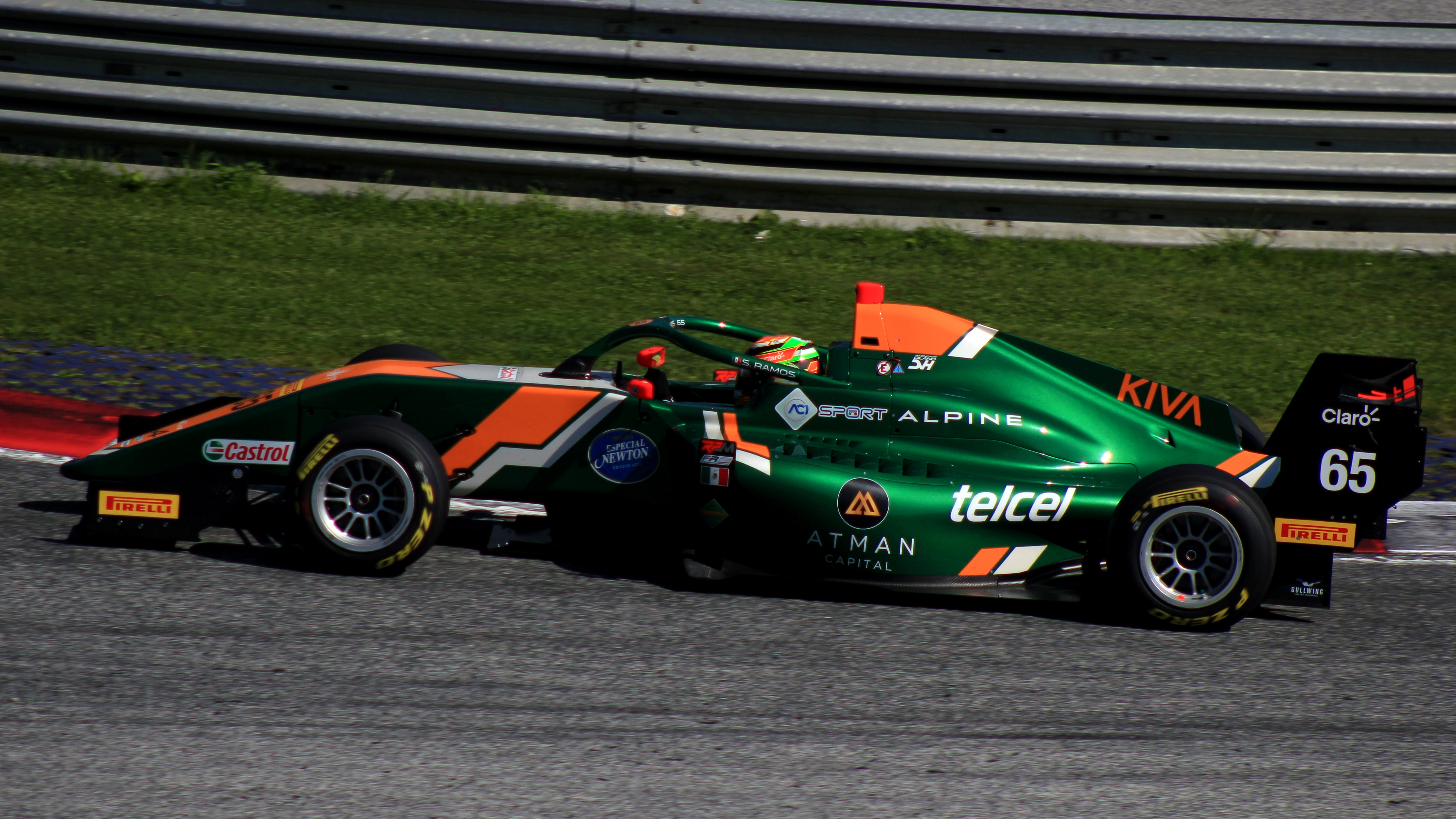
Santiago Ramos en Formule Régionale en 2023 à Spielberg.

Le 28 février 2022, Ramos rejoint l'écurie KIC Motorsport en Formule Régionale. Il n'inscrit aucun point sur l'ensemble de la saison et se classe à une très lointaine vingt-septième place. Pour la dernière manche disputée au Mugello, il rejoint Race Performance Motorsport où il remplace William Alatalo. Pour la saison suivante, il signe avec Race Performance Motorsport. Il connait une première moitié de saison régulière où il termine presque toutes les courses dans les points et monte sur le podium lors de la manche du Hungaroring. La seconde moitié de saison est en revanche beaucoup moins réussie puisqu'il ne termine qu'à deux reprises dans les points et déclare même forfait pour la manche de Zandvoort. Il se classe onzième du championnat avec 65 points.

### Formule 3 FIA

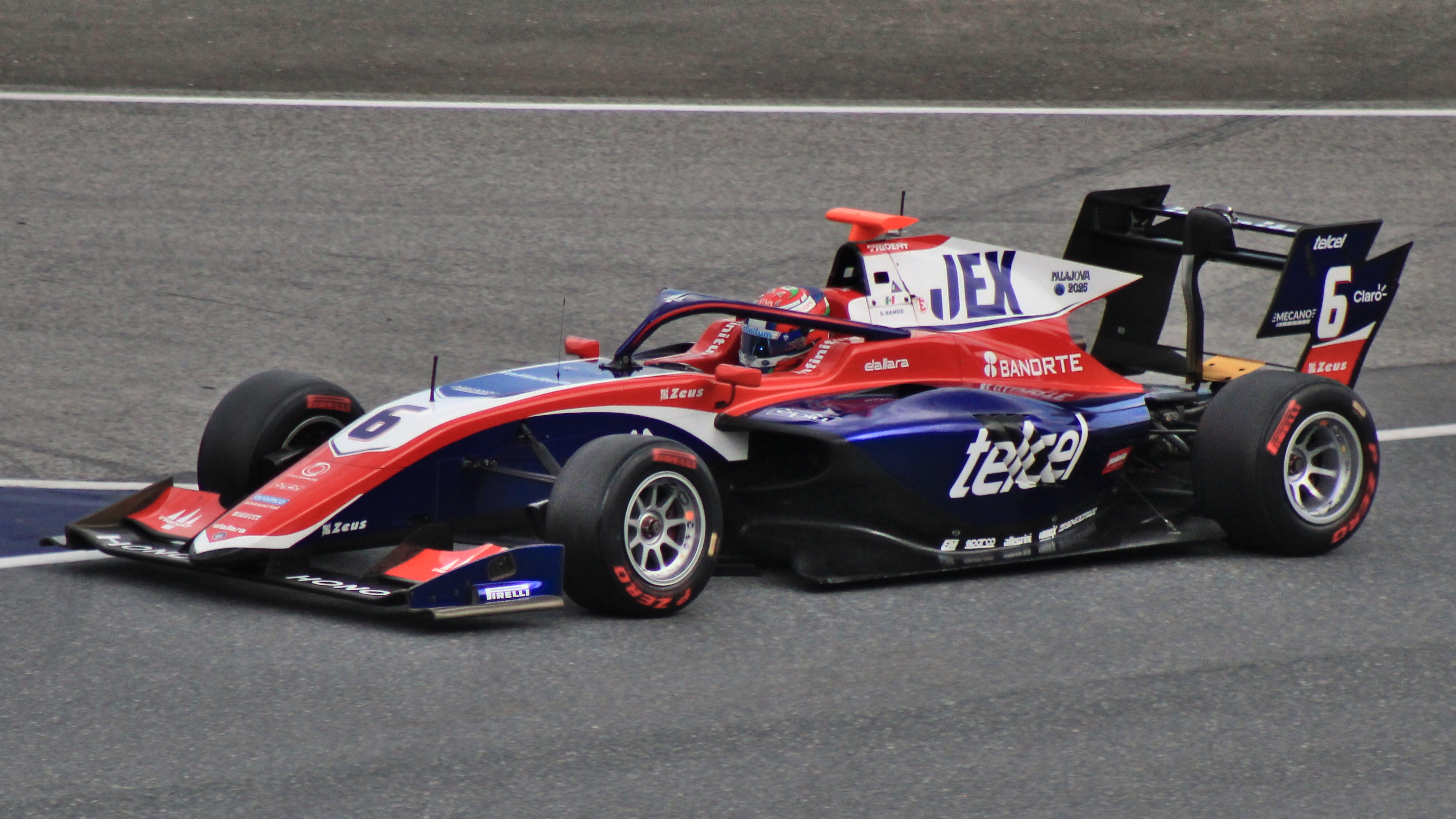
Santiago Ramos en Formule 3 FIA en 2024 à Spielberg.

En septembre 2023, Ramos participe aux essais d'après-saison de la Formule 3 FIA. Quelques semaines plus tard, il est confirmé pour la saison 2024 où il signe chez Trident aux côtés de Leonardo Fornaroli et de Sami Meguetounif. Pour la première course de l'année à Sakhir, il termine vingt-et-unième devant son compatriote Noel León. Le lendemain, le Mexicain termine cinquième derrière Sami Megetounif. En Australie, le Mexicain prend cinq secondes de pénalité en fin de course pour un retour en piste dangereux et termine à la vingt-quatrième position. 
Lors de la manche d'Imola, Ramos décroche la pole position. Le lendemain, il termine septième de la course principale. A Monaco, il termine quatorzième de la course principale. Lors de la course principale de Barcelone, il termine dixième. Sur le Hungaroring, il termine cinquième de la course principale. A Spa-Francorchamps, le Mexicain se qualifie dixième. Il termine huitième de la course sprint. Lors de la course principale, il termine à la même position. Pour la dernière manche de l'année, à Monza, il monte sur son premier podium avec une deuxième place lors de la course sprint. Il se classe 16e du championnat avec 44 points .

## Résultats en monoplace
| Saison | Championnat                        | Écurie                      | Courses | Victoires | Pole positions | Meilleurs tours | Podiums | Points | Classement |
| ------ | ---------------------------------- | --------------------------- | ------- | --------- | -------------- | --------------- | ------- | ------ | ---------- |
| 2019   | Championnat d'Italie de Formule 4  | DR Formula by RP Motorsport | 9       | 0         | 0              | 0               | 0       | 0      | 41e        |
| 2020   | Championnat d'Italie de Formule 4  | Jenzer Motorsport           | 11      | 0         | 0              | 0               | 0       | 26     | 16e        |
| 2021   | Championnat d'Italie de Formule 4  | Jenzer Motorsport           | 15      | 0         | 0              | 0               | 0       | 15     | 22e        |
| 2021   | Championnat d'Espagne de Formule 4 | Jenzer Motorsport           | 3       | 0         | 0              | 0               | 1       | 31     | 15e        |
| 2022   | Formule Régionale Europe           | KIC Motorsport              | 19      | 0         | 0              | 0               | 0       | 0      | 27e        |
| 2023   | Formule Régionale Europe           | Race Performance Motorsport | 17      | 0         | 0              | 1               | 1       | 65     | 11e        |
| 2024   | Formule 3 FIA                      | Trident Racing              | 20      | 0         | 1              | 0               | 1       | 44     | 16e        |
| 2025   | Formule 3 FIA                      | Van Amersfoort Racing       | 17      | 2         | 0              | 1               | 3       | 48     | 14e        |